# 귀여우면 변태라도 좋아해 주실 수 있나요?
귀여우면 변태라도 좋아해 주실 수 있나요?(可愛ければ変態でも好きになってくれますか？, Hensuki)는 하나마 토모가 글을 쓰고 스네가 그림을 그린 일본의 하렘 (장르) 로맨틱 코미디 라이트 노벨 시리즈이다. 2017년 1월부터 2022년 1월까지 미디어팩토리에서 MF문고 J 출판사로 출판되었다. 총 14권이 출판되었다. 이 시리즈는 속옷에 붙은 이름 없는 연애 편지의 보낸 사람의 신원을 찾는 고등학생 키류 케이키의 이야기를 따라가며, 그 결과 그는 자신의 삶에서 소녀들의 특별한 숨겨진 특성을 발견하게 된다.